# District de Bruck-Mürzzuschlag
Pour les articles homonymes, voir Bruck.

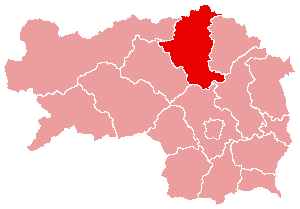
L'ancien district de Bruck an der Mur dans le land de Styrie.

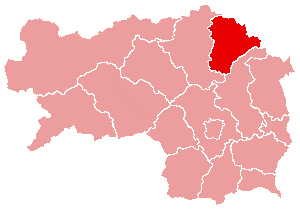
L'ancien district de Mürzzuschlag dans le land de Styrie.

Le district de Bruck-Mürzzuschlag est une subdivision territoriale du land de Styrie en Autriche. Il a été formé le 1er janvier 2013 par la fusion des districts de Bruck an der Mur et de Mürzzuschlag.

## Géographie

### Lieux administratifs voisins
| District de Scheibbs (Basse-Autriche) | District de Lilienfeld (Basse-Autriche) |                                          |
| District de Liezen                    |                                         | District de Neunkirchen (Basse-Autriche) |
| District de Leoben                    | District de Graz-Umgebung               | District de Weiz                         |

## Communes
Le district de Bruck-Mürzzuschlag est subdivisé en 19 communes :
- Aflenz
- Breitenau am Hochlantsch
- Bruck an der Mur
- Kapfenberg
- Kindberg
- Krieglach
- Langenwang
- Mariazell
- Mürzzuschlag
- Neuberg an der Mürz
- Pernegg an der Mur
- Sankt Barbara im Mürztal
- Sankt Lorenzen im Mürztal
- Sankt Marein im Mürztal
- Spital am Semmering
- Stanz im Mürztal
- Thörl
- Tragöss-Sankt Katharein
- Turnau